# البندارية
البندارية إحدى قرى مركز تلا التابع لمحافظة المنوفية بجمهورية مصر العربية.

## التاريخ
قرية البندارية من القرى القديمة، حيث وردت باسم «البندارية» في أعمال المنوفية ضمن قرى الروك الصلاحي التي أحصاها ابن مماتي في كتاب قوانين الدواوين، كما وردت باسم «البندارية» في أعمال الغربية ضمن قرى الروك الناصري التي أحصاها ابن الجيعان في كتاب «التحفة السنية بأسماء البلاد المصرية». وفي العصر العثماني وردت باسم «البندارية» في التربيع العثماني الذي أجراه الوالي العثماني سليمان باشا الخادم في عصر السلطان العثماني سليمان القانوني ضمن قرى ولاية المنوفية، وفي تاريخ 1228هـ/1813م الذي عدّ قرى مصر بعد المسح الذي قام به محمد علي باشا باسم «البندارية» ضمن قرى مديرية المنوفية.
كشفت الحفائر الأثرية بالقرية عن قطع فخارية على شكل أقراص بيضاوية، وبقايا أوان فخارية كبيرة وجعران وسكاكين من البرونز وقنينة من الفخار المزجج من العصر اليوناني، وقطعة عليها ختم الملك شيشنق الثاني، وبقايا تماثيل لمعبودات خنوم ومين وموت، وعملات رومانية وإسلامية ومقابر فخار قبطي.

## السكان
بلغ عدد سكان البندارية 8,038 نسمة، منهم 4158 رجل و3880 إمرأة، حسب الإحصاء الرسمي لعام 2006.